# Si vis pacem, para bellum
Si vis pacem, para bellum cu sensul de Dacă vrei pace, pregătește-te pentru război este o expresie latină folosită de Publius Flavius Vegetius Renatus în lucrarea sa De Re Militari, vol. III. Expresia este de obicei interpretată în felul următor: o societate puternică este puțin probabil să fie atacată de către dușmani. 